# 刘光甫
刘光甫（1923年10月—2017年4月26日），安徽合肥人。1939年加入中国共产党，1938年参加庐江县抗日救亡工作团。曾获三级独立自由勋章、二级解放勋章。
1938年，参加庐江县抗日救亡工作团。1940年，参加新四军，历任新四军江北游击纵队新8团政治干事、连指导员，第2师4旅连指导员、后升任华东野战军第21军第63师副团长。中华人民共和国成立后，任第21军第63师参谋长。1954年从解放军军事学院毕业后，历任军事学院三系副主任，某师师长，某军参谋长，北京卫戍区副司令员兼参谋长。1978年，任总参谋部情报部部长，兰州军区参谋长、副司令员。
2017年4月26日，在北京逝世。